# Mont Aiguille
De Mont Aiguille (Spitsberg), 2087 m, ook wel ‘’Mont Inaccessible’’ genoemd, is een opvallende en bekende berg in de Vercors, een bergketen op de grens van de Franse departementen Isère, Drôme en Hautes-Alpes.
De Mont Aiguille is een getuigenheuvel die ooit deel uitmaakte van de Hauts Plateaux du Vercors. De berg en omgeving is sinds 1985 opgenomen in het Réserve Naturelle des Hauts Plateaux, dat deel uitmaakt van het veel grotere Parc Naturel Régional du Vercors.
De berg is voor het eerst ‘vrijwillig’ beklommen in 1492 en staat aldus bekend als de geboorteplaats van het alpinisme.

## Geografie

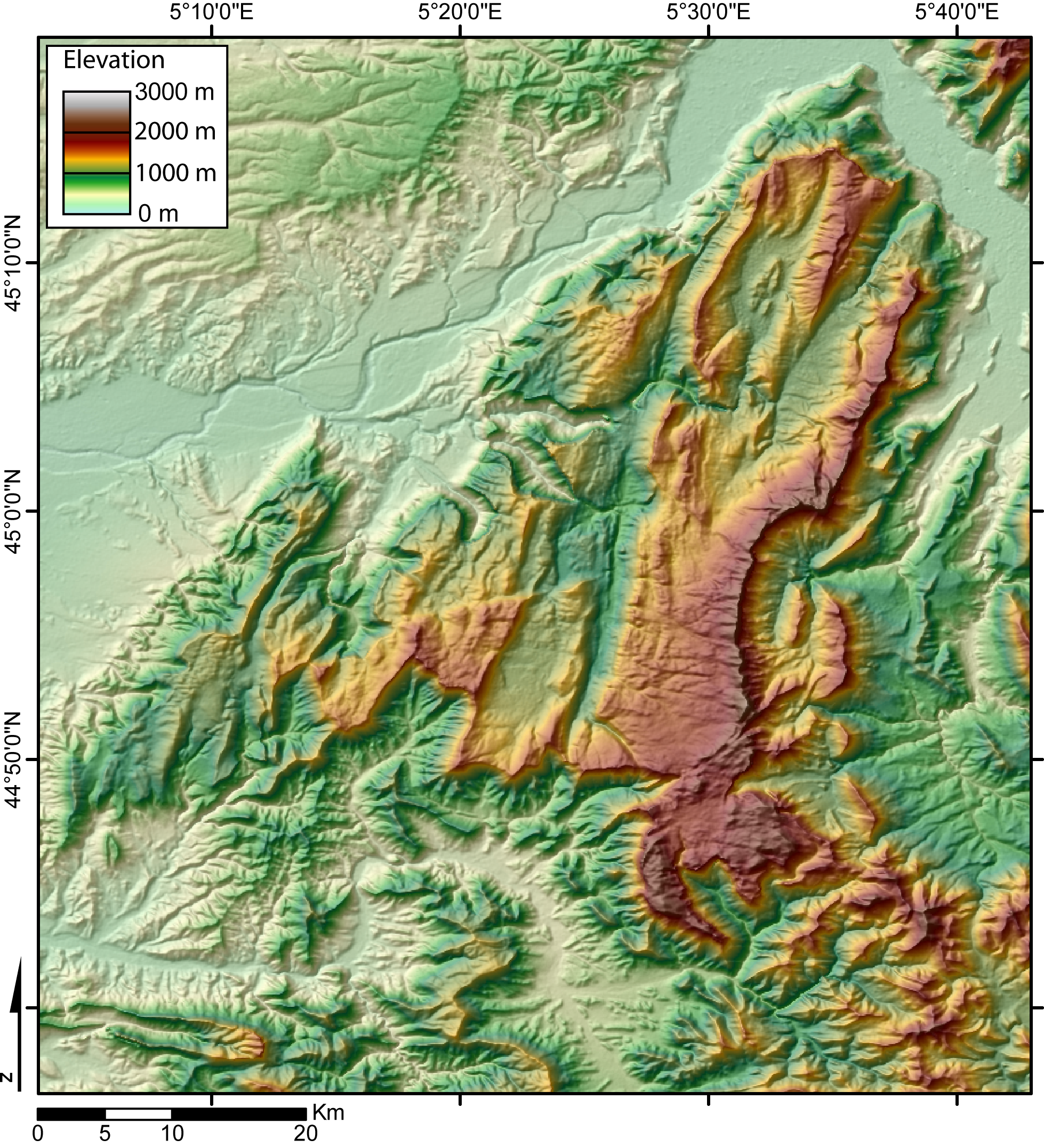
DEM (digitaal hoogtemodel) van de Vercors

De Vercors is een van de massieven van de Franse Voor-Alpen (Préalpes), een reeks middelgebergtes aan de westrand van de Alpen die zich uitstrekt van het meer van Genève tot aan de Drôme.
De Mont Aiguille is een zeer opvallende, alleenstaande berg, een langgerekte kale rots met 300 meter hoge loodrechte wanden op een piramidale sokkel van zachter gesteente die gedeeltelijk bebost is. De berg staat wat apart van de rest van de keten van de Vercors. Hij wordt ervan gescheiden door een diepe depressie met als hoogste punt de Col de l’Aupet (1627 m).

## Geologie
Geologisch gezien is de keten van de Grand Veymont een lange, noord-zuid georiënteerde convexe plooi (anticline), samengedrukt en tot 2000 meter omhooggedrukt door de opdringende Alpen in het oosten. De aardlagen bewogen daarbij niet alleen in westelijke richting, maar schoven ook langs elkaar heen. Daarbij zijn ook enkele noordoost-zuidwest georiënteerde breuklijnen ontstaan.
De Mont Aiguille is een getuigenheuvel die ooit deel uitmaakte van het plateau waar nu nog de Grand Veymont deel uitmaakt, maar die door erosie van het omringend gesteente alleen is komen te staan. Niet toevallig op deze plaats, want tussen de Mont Aiguille en de rest van het plateau ligt de Faille de Jasneuf, een van deze breuklijnen.
De top en de steile rotswanden van de berg bestaat net als het plateau uit een dikke plak Urgonien-kalksteen, harde, witte kalksteen uit het Barremiaan, een geologische epoch uit het vroege Krijt. De lagere, schuine hellingen daarentegen bestaan uit iets ouder, afwisselende lagen kalksteen en zachtere mergel die vrij snel erodeert en grote puinkegels vormt. Regelmatig komen grote brokken steen naar beneden, die roze littekens op de grijze rotsen achterlaten.

## Biotopen, flora en fauna
De lagere hellingen van de Mont Aiguille zijn tot op een hoogte van ongeveer 1600 meter bedekt met gemengd bos. Hogerop zijn er vooral puinkegels en kliffen in verschillende graden van verwering. De vrijwel vlakke top is bedekt met een kalkgrasland.

## Op de top
Het alpinisme op de Mont Aiguille kent een lange geschiedenis. Karel VIII, koning van Frankrijk van 1483 tot 1498, is opgegroeid in deze streek en gefascineerd door de ‘Mont Inaccessible’ (Ontoegankelijke berg) zoals die toen genoemd werd. Hij geeft in 1492 de opdracht tot de verovering van de berg aan kapitein Antoine de Ville, heer van Dompjulien, artillerieofficier en ingenieur.
Op 26 juni 1492 begint hij de beklimming, samen met een bont gezelschap: bedienden, vrienden, dragers, steenhouwers, timmerlui, laddermakers, ... en vooral hopen materiaal: ladders, loopplanken, touwen, kettingen, kampeermateriaal, genoeg voor een bivak van meer dan een week. Er wordt een verslag van de expeditie opgesteld, en de vele bezoekers (o.a. Rabelais) maken melding van de tocht en de vondsten op de nooit eerder betreden top.
Omdat dit de eerste gedocumenteerde beklimming is van een berg, ondernomen met als enige doel te top te bereiken, wordt deze gebeurtenis beschouwd als de geboorte van het alpinisme.
In 1992 werd de 500e verjaardag van deze gebeurtenis uitvoerig gevierd, onder meer door een evocatie van de eerste beklimming.
Tegenwoordig wordt de beklimming van de top beschouwd als PD+ of AD- (lichte beklimming) met enkele passages van 4a. De beklimming duurt ongeveer 1u 30.
Van op de top kan worden genoten van een panorama van de toppen van het Massif du Dévoluy in het zuiden over het Massif des Ecrins en het massief van Belledonne tot aan het massief van de Mont Blanc in het noordoosten.
Vlakbij ligt het hoogste punt van de Vercors, de Grand Veymont en verder naar het noorden de tweelingtoppen Grand Moucherolle (2162) en Petit Moucherolle (2159 m).

## Afbeeldingen

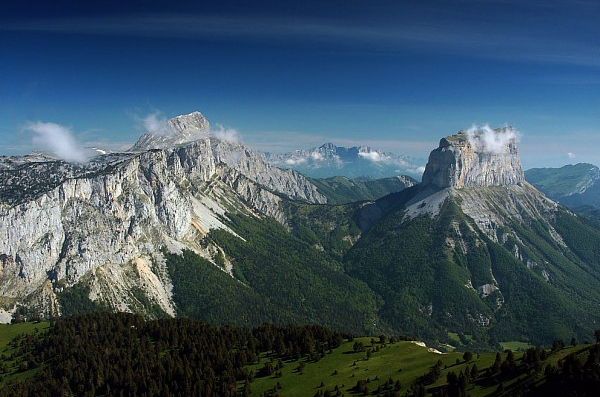
Mont Aiguille en Grand Veymont gezien vanuit het zuiden
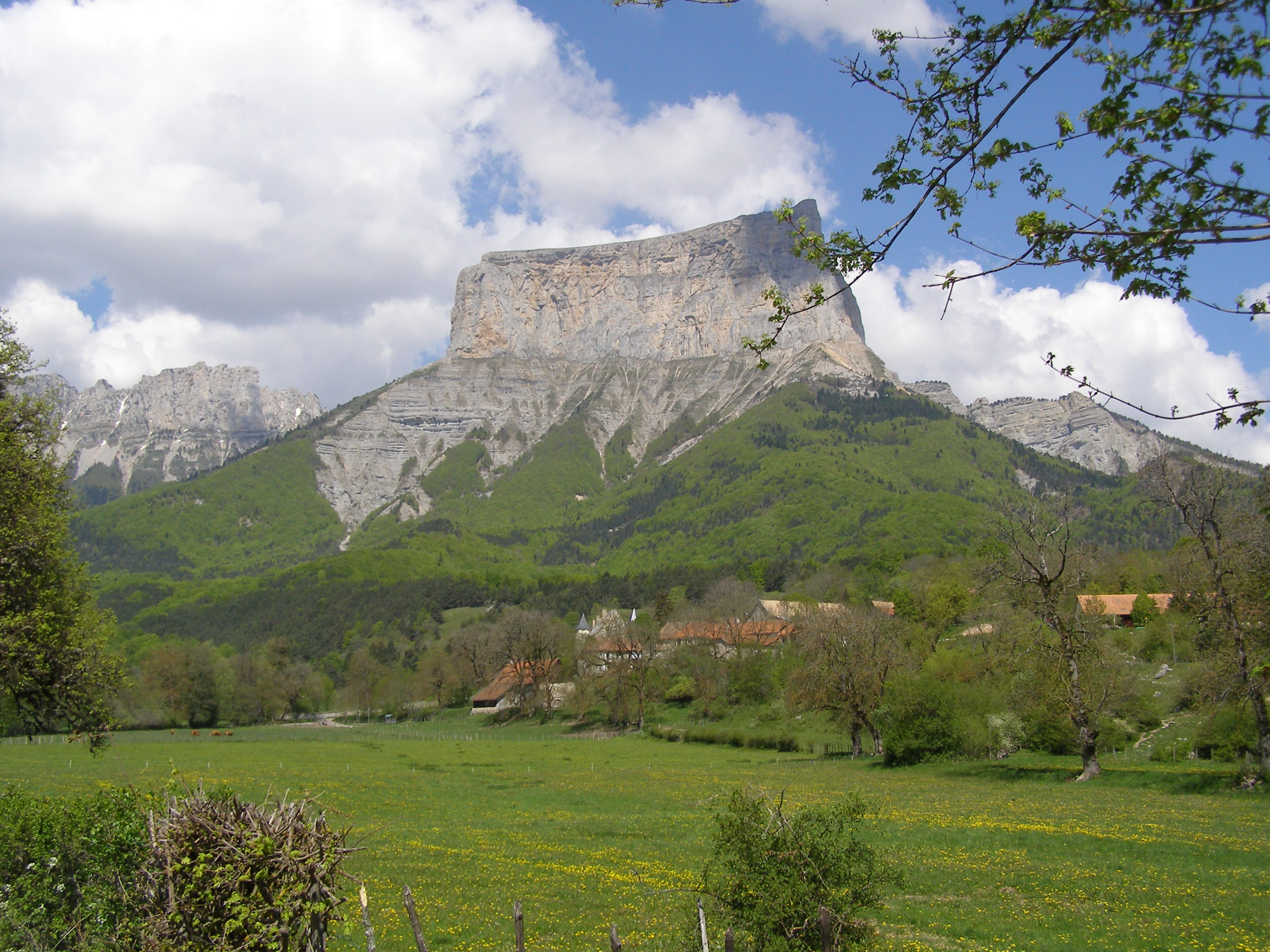
De Mont Aiguille en het dorp Ruthières (Chichilianne)
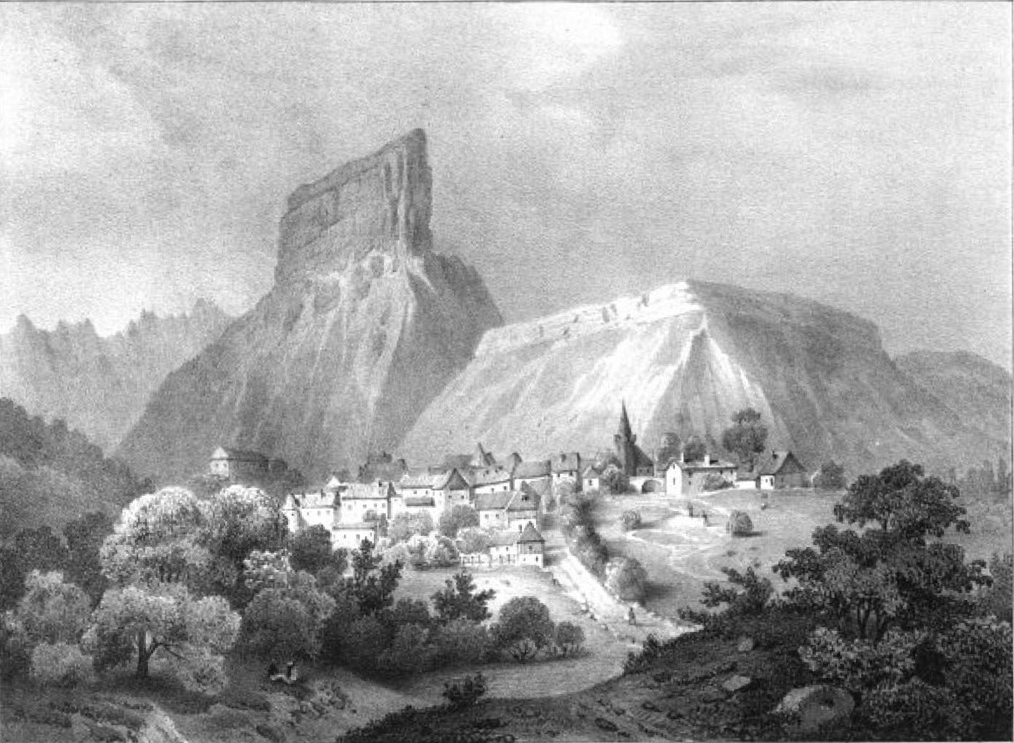
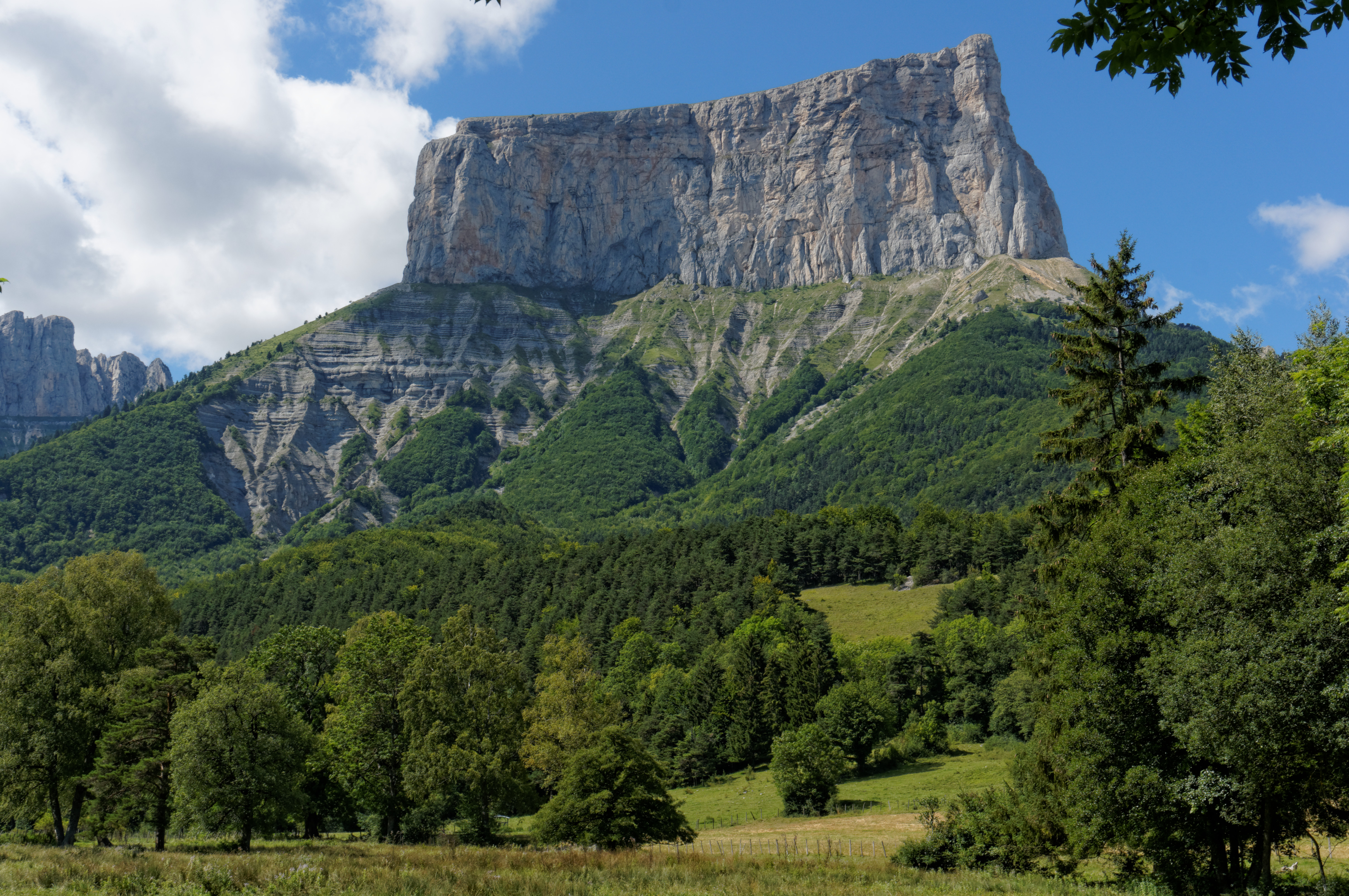
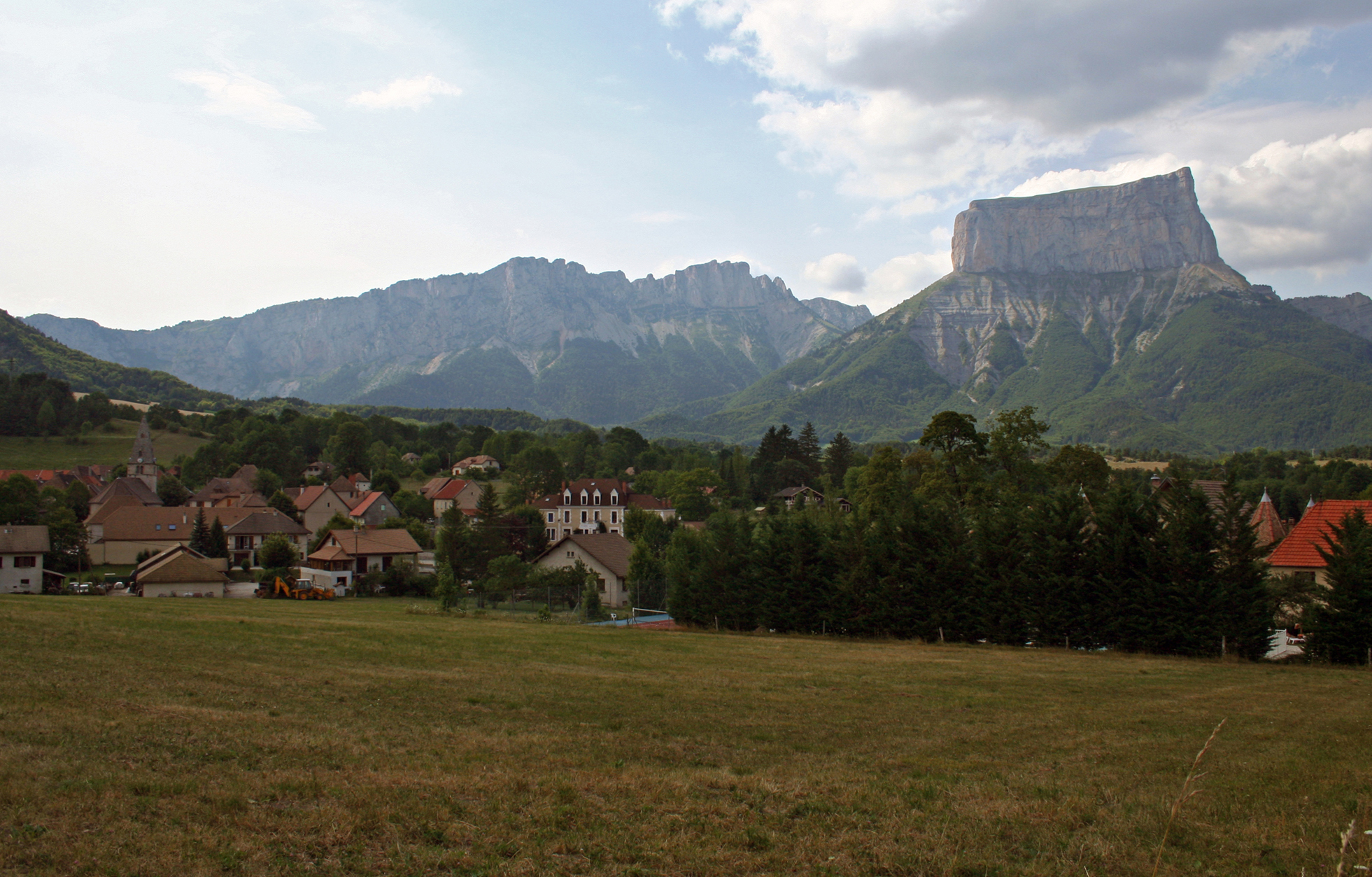
Balcon Est van de Vercors met de Mont Aiguille